# Bomoh
 (novembre 2023).
Si vous disposez d'ouvrages ou d'articles de référence ou si vous connaissez des sites web de qualité traitant du thème abordé ici, merci de compléter l'article en donnant les références utiles à sa vérifiabilité et en les liant à la section « Notes et références ».
Un bomoh est un chaman malais. Son rôle à l'origine était de guérir en se basant sur son expertise des herbes médicinales et de la géomancie malaise. Le bomoh avait aussi recours à des mantras, résultat de l'influence de l'hindouisme et du bouddhisme dans cette région du monde. 
Certains bomohs utilisent les cimetières pour supplier les esprits de répondre aux requêtes des suppliants, alors que d'autres ne communiquent qu'avec un seul esprit. Certains bomoh choisiraient un esprit, alors que d'autres seraient choisis par un esprit. Les esprits peuvent réaliser des guérisons, chercher des personnes disparues ou tenter de trouver une raison à la malchance. Ils peuvent aussi prendre possession de l'esprit d'une personne ou provoquer la maladie.